# 天主教襄阳教区
天主教襄陽教區（拉丁語：Dioecesis Siamiamensis）是羅馬天主教在中國湖北省西南部設立的一個教區，屬於漢口教省。

## 現狀
1951年5月10日，聖座把襄陽宗座監牧區升格為襄陽教區，屬於漢口教省。1951年，襄陽教區信徒人數為20,184人、13個堂區、21位司鐸、2位修士和34位修女。
教座位於湖北省襄陽市。現轄襄陽市、十堰市、隨州市和神農架林區。有14座教堂、10處祈禱所，約20,000位信徒、17位司鐸、2位修士和23位修女。教區自易宣化主教於1974年去世後，一直處於教座出缺狀態至今。現任教區長為陳建慶神父，副主任王康金神父，秘書長劉彥強神父。

## 歷史
1936年5月25日，聖座從老河口宗座代牧區劃出襄陽、棗陽、南漳和宜城的四個堂區，設立襄陽宗座監牧區。由本地國籍司鐸負責，並由易宣化神父出任首任宗座監牧。
1941年，意大利籍方濟修女會將襄陽會院、附屬的成德小學及孤兒院移交給國籍修女管理。1945年8月成立德來醫院。同年12月，獲聯合國救濟總署援助，在樊城建立天主教方濟醫院。1947年9月，在襄陽柴場子堂區設立附屬真原中學。1949年，教區因經濟困難設立慈幼織布工廠。
1949年10月1日，中國共產黨在中國大陸地區建立中華人民共和國，並開始針對天主教進行宗教迫害及打壓，教會已經無法正常功能。1951年5月10日，襄陽宗座監牧區升格為襄陽教區，屬於漢口教省。易宣化晉牧及留任成為首任襄陽教區正權主教。
易宣化主教與中國共產黨合作，加入中國政府控制組織中國天主教友愛國會，並出席1957年6月至7月舉行的中國天主教第一次代表會議，籌備成立中國天主教友愛國會。1957年8月3日至1962年1月期間，易宣化主教擔任未獲得聖座承認的愛國會第一副秘書長。
1966年至1979年文化大革命期間，所有宗教活動停止。1974年，與政府合作的易主教被宣認因腦溢血病逝於湖北襄樊。
2000年，中國天主教愛國會未經聖座准許，擅自將漢口教省的老河口教區、襄陽教區及被擅自升格的隨州教區合併，重組成立襄樊教區。

## 歷任主教

### 襄陽宗座監牧
- 易宣化神父（1936年5月25日-1951年5月10日）[3]

### 襄陽主教
- 易宣化主教（1951年5月10日-1974年）
- 教座出缺（1974年-現在）